# Performatywność płci
Performatywność płci (inaczej: performatywność rodzajowa) (ang. gender performativity) – termin wprowadzony do socjologii przez filozofkę i teoretyczkę kultury Judith Butler w książce Uwikłani w płeć (ang. Gender Trouble), oznaczający sposób konstrukcji płci społeczno-kulturowej poprzez jej nieustanne powtarzanie i odgrywanie.
Wypowiedzi performatywne oznaczają zdania, za pomocą których kreuje się rzeczywistość, np.: „Ogłaszam was mężem i żoną.”, „Ja ciebie chrzczę.”, „Koronuję cię na króla.”, „Mianuję cię generałem.”, „Otwieram posiedzenie.”. Człowiek staje się królem, mężem, żoną, generałem w momencie wypowiedzenia odpowiednich „słów-zaklęć”. Zdaniem Butler przypisanie płci kulturowej następuje w ten sam sposób, już w momencie, gdy położna podczas porodu mówi „To chłopiec.”, „To dziewczynka.”, przypisując nowo narodzonej osobie całe instrumentarium społecznych oczekiwań, stereotypów i ról związanych z płcią. To zdanie nie opisuje stanu faktycznego, lecz stanowi rozpoczęcie konstrukcji tożsamości płciowej w ramach dyskursu normatywnego. Cały ten społeczny konstrukt, ustanawiający płeć kulturową (gender, rodzaj) jest następnie nieustannie wprowadzany do świadomości dziecka, które go internalizuje (uwewnętrznia) i reprodukuje (powtarza), przez co płeć kulturowa wydaje się być tworem biologicznym, wynikającym z natury, a nie uwarunkowań społecznych i kulturowych. Zdaniem Butler i innych przedstawicieli teorii queer, człowiek nie rodzi się „kobietą” i „mężczyzną” w sensie płci kulturowej, ale jest na tę płeć w sposób performatywny „mianowany”.
Butler charakteryzuje płeć kulturową jako efekt powtarzających się aktów performatywnych, polegających na przypisywaniu zarówno innym osobom, jak i sobie samemu pewnych stałych predyspozycji związanych z płcią (role, stereotypy płciowe itp.), wyrażających się w zdaniach „On jest mężczyzną a więc...”, „Jestem kobietą, zatem...”. Społeczeństwo nieustannie mianuje jednostki na „kulturowe kobiety” i „kulturowych mężczyzn”, jednocześnie uzyskując efekt statycznych, znaturalizowanych ról płciowych (znaturalizowanych, tzn. takich, które zdają się być naturalne, biologiczne, wrodzone, nienaruszalne, domyślne, normalne itd). Nieustanne powtarzanie aktów performatywnych tworzy tożsamości i role płciowe, maskując ich dynamiczność i kulturowo-społeczne pochodzenie. Przykładem takiego aktu jest zdanie „Co z ciebie za mężczyzna, skoro nie potrafisz naprawić kranu.”, w którym następuje performatywne „mianowanie” mężczyzny na osobę, która musi znać się na hydraulice.
Inny przykład to np. przekonanie, że Platon, Leonardo da Vinci czy Szekspir nie mogli mieć skłonności homoseksualnych, w którym obecne jest „mianowanie” homoseksualistów na degeneratów, którzy nie mogą być wybitnymi ludźmi. Konstrukcja „prawdziwych płci” oraz towarzyszących im ról społecznych i kategorii tożsamościowych odbywa się często w sposób niewypowiedziany, dorozumiany. Przykładem takiego zjawiska jest zdziwienie pasażerów autobusu z małego miasta, kierowanego przez kobietę, w którym widzimy niezwerbalizowane (nie przedstawione za pomocą słów) „mianowanie” kobiet na osoby, które nie są dobrymi kierowcami lub które nie interesują się motoryzacją. Akty performatywne podtrzymują zakodowane kulturowo przekonania, jednocześnie konstruując ich obraz w świadomości składających się na społeczeństwo jednostek. Podstawowym elementem tej narracji (tego systemu przekonań, że płeć kulturowa ma pochodzenie biologiczne i należy jej w każdym przypadku podlegać) jest pogląd, że tożsamość kobiet i mężczyzn to wartości bipolarne i antytetyczne (tzn. że są czymś diametralnie różnym, rozłącznym, stoją względem siebie w bezpośredniej opozycji, zob. stypizowanie rodzajowe). Przykładem może być tu fragment tekstu literackiego, stwierdzający, że „w pokoju brak jest pierwiastka kobiecego, co objawia się bałaganem, grubą warstwą kurzu na meblach i niepocerowanymi zasłonkami”. Tutaj wyraźnie widać z jednej strony mianowanie mężczyzn na bałaganiarzy i kobiet na maszyny do sprzątania, z drugiej typową dla opresywnej narracji opozycyjność, antytetyczność rodzajów (genderów, płci kulturowych). Jednocześnie, nie posiadają one jednakowego statusu ontologicznego (tzn. nie są równorzędne, równoprawne) – tożsamość mężczyzn stawiana jest ponad tożsamością kobiet (zob. androcentryzm, fallogocentryzm).
Oba te przekonania zostały poddane ostrej krytyce: obecnie uważa się, że kobiecość i męskość leżą na kontinuum, w którym jedna cecha przechodzi w drugą poprzez różne odcienie androgyniczności. Jednocześnie, stawianie tożsamości kobiet poniżej tożsamości mężczyzn, jako opresywny element narracji, jest krytykowane przez Butler z pozycji feministycznych. Innymi opresywnymi elementami są z jednej strony analogiczne przekonanie co do dwubiegunowości i rozłączności hetero- i homoseksualizmu (według Butler orientacje psychoseksualne leżą, podobnie jak kobiecość i męskość, na kontinuum), z drugiej stawianie tożsamości heteroseksualnej ponad tożsamością homoseksualną (zob. heteroseksizm). Przekonanie to łączy się z „obowiązkowym heteroseksualizmem”, jako jedyną znaturalizowaną tożsamością, w przeciwieństwie do homoseksualizmu, który jest postrzegany jako „odwrócenie natury”, „wynaturzenie”.
Zdaniem Butler wszystkie te kategorie tożsamościowe oraz towarzyszące im mniemania i role społeczne nie są naturalne, wrodzone i domyślne, lecz stanowią jedynie konstrukt kultury, reprodukowany w dyskursie społecznym. Butler, denaturalizując je, podaje przykład aktów subwersji w postaci przedstawień drag queens lub drag kings, gdzie płeć biologiczna stoi w sprzeczności z płcią kulturową, narzucaną przez opresywną normatywność. Osoby występujące jako drag queens lub drag kings pokazują, że wykreowane w kostiumie i zachowaniu stereotypowe cechy mężczyzn i kobiet równie dobrze mogą być prezentowane przez odmienną płeć, nie wynikają one z płci biologicznej, lecz są konstruowane w dyskursie społecznym.